# Kolbotn Idrettslag
Il Kolbotn Idrettslag, solitamente abbreviato in Kolbotn IL, è una società polisportiva norvegese con sede a Kolbotn, centro abitato della contea di Akershus.
Fondata nel 1946, dalla fusione di tre società preesistenti, annovera squadre che partecipano a numerose discipline sportive, tra le quali le più rilevanti sono il wrestling, con il proprio atleta Jon Rønningen in grado di vincere due ori olimpici nella specialità, la pallamano, dove primeggiò nei primi anni ottanta, la pallavolo, dove la sezione maschile ha conquistato il titolo del campionato nella stagione 1991-1992, e nel calcio, dove la sezione femminile, che milita stabilmente in Toppserien, massimo livello del campionato norvegese femminile di calcio, ha conquistato negli anni duemila per tre volte il titolo di campione di Norvegia ed una Coppa di Norvegia femminile.